# Натерсия (Минас-Жерайс)
Натерсия (порт. Natércia) — муниципалитет в Бразилии, входит в штат Минас-Жерайс. Составная часть мезорегиона Юг и юго-запад штата Минас-Жерайс. Входит в экономико-статистический микрорегион Санта-Рита-ду-Сапукаи. Население составляет 4853 человека на 2006 год. Занимает площадь 190,422 км². Плотность населения — 25,5 чел./км².

## История
Город основан 28 февраля 1743 года.

## Статистика
- Валовой внутренний продукт на 2003 год составляет 23 406 724,00 реалов (данные: Бразильский институт географии и статистики).
- Валовой внутренний продукт на душу населения на 2003 год составляет 4920,48 реалов (данные: Бразильский институт географии и статистики).
- Индекс развития человеческого потенциала на 2000 год составляет 0,784 (данные: Программа развития ООН).

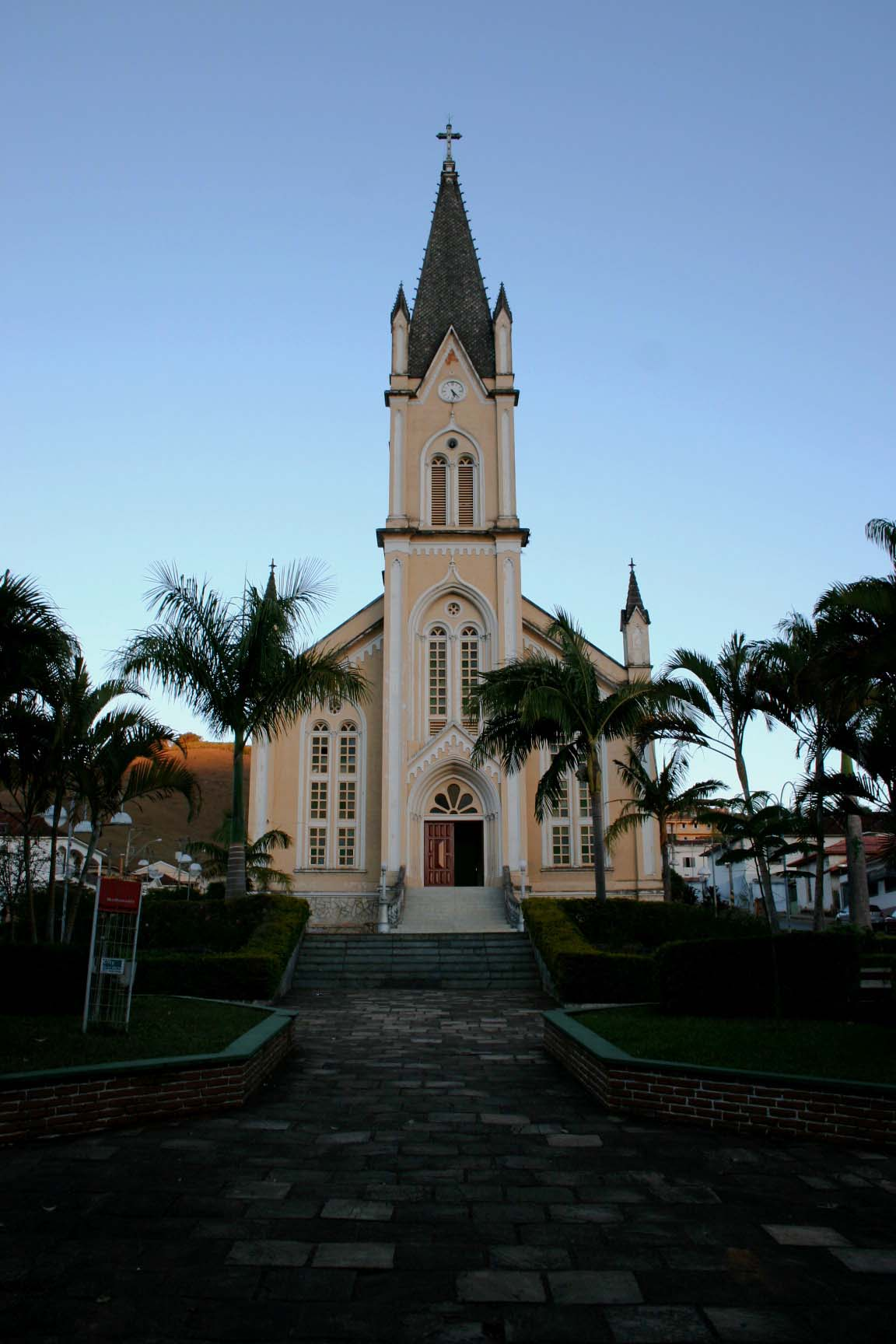
Собор